# Paper Street Media
Paper Street Media (PSM) är ett IT-bolag och produktionsbolag baserat i Miami i Florida (USA). Det grundades 2003 och är verksamt inom produktion av pornografisk film. Bolagets mest kända varumärke är Team Skeet.

## Verksamhet
Bolaget registrerades redan 2003, men det var först under 2010-talet som man utvecklades till något annat än ett litet småföretag. Under decenniet expanderade PSM från ett tiotal till cirka 100 anställda. Bolaget är ett av ett antal produktionsbolag baserade i södra Florida, vid sidan av bland andra Bang Bros, Reality Kings och Nerd Pass.

### Utveckling
Under 2010-talet har bolagets varumärken som Team Skeet (varumärkesskyddat 2013–2019), Mylf, Bad Milfs, Family Strokes och Perv Mom blivit bland de mest uppmärksammade på de stora kommersiella videogemenskaperna, och man ses som ett av de mest innovativa företagen i branschen. På XVideos hade Team Skeets dittills 12 000 uppladdade videor – korta utdrag ur längre betalvideor – fram till april 2022 setts drygt 15 miljarder gånger. Detta gjorde kanalen till XVideos mest sedda. Hos konkurrerande videogemenskapen Pornhub var samtidigt motsvarande siffror knappt 3 miljarder visningar och plats fem bland de mest sedda kanalerna.
En stor del av bolagets produktioner är relaterade till populära genrer som milf (relativt "mogna" kvinnor) och fauxcest (baserat på rollspel kring incestuösa familjerelationer). Man har även utforskat religiöst eller kulturellt relaterade tabun och nischer, exempelvis via Hijab Hookup (muslimskt relaterade rollspel populariserades 2015 via Mia Khalifa – på ett annat bolag), Mormon Girlz och flera latinamerikanskt färgade kanaler. Dessutom har man utvecklat nya genrekombinationer, som trekanter inom och runt familjer och över generationsgränser. 
BDSM- och våldsrelaterat material är en mindre del av verksamheten – bland annat via varumärkena Submissived och Dominateteens. Exploited Teens är en av flera satsningar på yngre skådespelerskor i det så kallade "teens"-segmentet; inom den pornografiska filmbranschen syftar detta på gestaltningar av unga kvinnor mellan 18 och 25–30 år gamla. Det centrala Team Skeet-varumärket var redan från början fokuserat på just "teens"-segmentet.
Största delen av produktionen är riktad mot en traditionellt heterosexuellt manlig målgrupp, även om man har specialsajter med namn som Dyked (lesbisk inriktning) och BFFS. Den sistnämnda uttyds Best Friends For Sex och presenterar mer eller mindre lättsamma orgier mellan unga "bästisar" och andra tillfälliga inblandade. Däremot ägnar sig inte PSM åt gayporr.

### Företaget och övrigt
PSM försöker marknadsföra sig som ett öppet och välkomnande "familjeföretag", bland annat genom en Instagram-kanal där man frikostigt bjuder på bilder från bolagets olika personalrelaterade evenemang. På sin officiella webbplats presenteras man dock via det mer anonyma full-service internet marketing optimization company. Verksamheten leds anno 2022 av Salima Sawani (betitlad som COO – verksamhetschef), och även i övrigt är personalen könsblandad. CTO och "manager" i bolaget är Jamal Hussain. Man har sitt kontor i Flagler Federal Building, ett av de lägre kontorshusen i centrala Miami och där man är en av de fyra större hyresgästerna.
Under covid-19-pandemin arbetade personalen på distans, efter att produktionen inom hela den nordamerikanska porrfilmsbranschen i mars 2020 i praktiken lades på sparlåga. Samtidigt var man ett av branschbolagen som lanserade särskilda varumärken inriktade på just "coronaporr", i PSM:s fall bland annat via Stay Home POV. Florida var dock mindre drabbat av pandemirestriktioner än många andra delstater, vilket underlättade en viss fortsatt nyproduktion av material.
Bolagets kundregister blev 2016 utsatt för en hackerattack, som drabbade företagets då över 200 000 kunder.